# دستور تنزانيا
دستور تنزانيا رسميًا دستور جمهورية تنزانيا المتحدة والمعروف أيضًا باسم الدستور الدائم أو دستور تنزانيا الرابع تم التصديق عليه في عام 1977. قبل التأسيس الحالي كان لدى تنزانيا ثلاثة دساتير: دستور الاستقلال (1961)، والدستور الجمهوري (1962)، والدستور المؤقت لجمهورية تنجانيقا وزنجبار المتحدة (1964).

## التاريخ

### دستور الاستقلال (1961-1962)
بعد الاستقلال عن المملكة المتحدة، تبنت تنجانيقا أول دستور على أساس نموذج وستمنستر (مع استبعاد وثيقة الحقوق). حدد هذا الحاكم العام الذي مثل ملكة تنجانيقا إليزابيث الثانية ليكون الرئيس الرسمي للدولة. ترأس السلطة التنفيذية الوزير الأول أو رئيس الوزراء، الذي تم اختياره من حزب الأغلبية. كما نص الدستور على استقلال القضاء.

### الدستور الجمهوري (1962-1964)
في عام 1962 شكل البرلمان التنزاني المكون فقط من مرشحين من حزب الاتحاد الوطني الأفريقي تنجانيقا نفسه في جمعية تأسيسية وقام بمراجعة جذرية لدستور عام 1961، وعلى الأخص مع إنشاء نظام رئاسي قوي. مُنح رئيس تنزانيا الجديد صلاحيات الأدوار السابقة، الحاكم العام والوزير الأول، الذي يعمل كرئيس للدولة وكذلك القائد العام للقوات المسلحة. مُنح حق تعيين نائب الرئيس والوزراء والحق في إقالة البرلمان في ظل ظروف معينة. كما ورث الرئيس سلطات قمعية أمنية كانت في السابق للحاكم العام، مع إضافة سلطات جديدة، على سبيل المثال أعطى قانون الاحتجاز الوقائي للرئيس الحق في احتجاز أي شخص دون محاكمة.

### الدستور المؤقت (1964-1977)
في عام 1964 اندمجت تنجانيقا وزنجبار في جمهورية تنجانيقا وزنجبار المتحدة، وأعيد تسميتها إلى «جمهورية تنزانيا المتحدة» في نفس العام. استند دستور الدولة المولودة حديثًا إلى دستور تنجانيقا الجمهوري لعام 1962، والذي تم تعديله وفقًا للاتفاقيات بين الأحزاب في زنجبار كالحزب الأفرو شيرازي. وقد تم التصديق على هذه الاتفاقيات تحت اسم «مواد الاتحاد»، وأصبحت جزءًا من الدستور الجديد باسم «أعمال الاتحاد». كانت السمة الأبرز لقوانين الاتحاد هي إنشاء هيكل حكومي مزدوج يمثل أيضًا جزءًا من دستور تنزانيا الحالي. تضمنت هذه البنية حكومة واحدة للاتحاد وحكومة مستقلة إلى حد كبير لزنجبار. ضمت حكومة زنجبار برلمانها ورئيسها. كما شغل رئيس زنجبار منصب نائب رئيس الاتحاد.
اعتمد دستور 1964 مؤقتًا. تضمنت قوانين الاتحاد نفسها توجيهات حول الخطوات التي يجب اتخاذها لوضع دستور نهائي، يتم صياغته من قبل جمعية تأسيسية تضم ممثلين عن كل من الأحزاب الكبيرة. بدأ هذا الإجراء ولكن تم تعليقه لاحقًا.

### تغييرات عام 1965
تم تعديل الدستور المؤقت عدة مرات بعد أول تصميم له. تم إجراء تغيير كبير في عام 1965 لإضفاء الطابع الرسمي على طبيعة الحزب الواحد للحكومة التنزانية. تماشيًا مع الهيكل الحكومي المزدوج المحدد في عام 1964، حدد دستور عام 1965 حزبين حكوميين للاتحاد ولزنجبار.
في السنوات التالية تم إضافة العديد من التعديلات. وقد قلل ذلك من استقلالية زنجبار وعززوا دولة الحزب الواحد. على سبيل المثال نص تعديل في عام 1975 على أن جميع المؤسسات الحكومية بما في ذلك البرلمان، تخضع للجنة التنفيذية للحزب. في ذلك الوقت كان أكبر حزبين على وشك الاندماج في حزب الثورة، وهو ما حدث في عام 1977. دستور جمهورية تنزانيا المتحدة كدستور معدّل (الدستور الرابع) عام 1977 بعد شهر واحد من تأسيس المجلس الدستوري للدستور، تمت الموافقة على الدستور الدائم. وقد أكد هذا الدستور بشكل أساسي المبادئ الرئيسية للجمهورية والدساتير المؤقتة، أي الرئاسة القوية وهيكل حكومي مزدوج ودولة الحزب الواحد.
منذ عام 1977 تم تطبيق العديد من التعديلات على الدستور الأصلي. يرتبط العديد منها بالعلاقة بين الحكومة الموحدة وحكومة زنجبار. في أوائل التسعينيات أطلق رئيس الاتحاد علي حسن مويني برنامج إصلاحات ليبرالية. رشح لجنة سميت لجنة نيالالي على اسم رئيسها فرانسيس نيالالي مكرسة للتحضير للانتقال إلى نظام سياسي متعدد الأحزاب. بناءً على أعمال الهيئة تم إصدار العديد من التعديلات. نص التعديل الثامن عام 1992 على أنه يمكن لعضو أي حزب سياسي مسجل الترشح لأي مقعد سياسي، بشكل متماسك تم تحديد قواعد جديدة تحكم تسجيل الأطراف. أعاد التعديل التاسع تنظيم الانتخابات الرئاسية وأدخل إمكانية عزل البرلمان، علاوة على ذلك فصلت مهام الرئيس عن رئيس الوزراء.
كما تم تعديل العلاقات بين زنجبار والاتحاد بمرور الوقت. على سبيل المثال نص التعديل الحادي عشر على رئيس زنجبار ونائب رئيس الاتحاد كدورين مختلفين ومستقلين. في أبريل 2000 تم التعديل الثالث عشر للدستور وأدخلت التغييرات التالية: كان المرشح في السابق يحتاج إلى 50٪ من الأصوات في الانتخابات الرئاسية ليتم إعلانه رئيسًا للجمهورية المتحدة فقط أغلبية بسيطة مطلوبة الآن ليتم إعلانها رئيسًا. لم يكن للرئيس في السابق سلطة ترشيح أي هيئة للبرلمان، فجميع أعضاء البرلمان كانوا ينتخبون من دوائر انتخابية باستثناء النائب العام والنساء في المقاعد الخاصة وممثلي مجلس زنجبار سمح التعديل الدستوري للرئيس بترشيح ما يصل إلى 10 أعضاء في البرلمان. زيادة عدد المقاعد الخاصة بالنساء من 15٪ إلى 20٪ حسب إعلان المفوضية القومية للانتخابات من حين لآخر بموافقة رئيس الجمهورية.